# Гільда (комікс)
«Гільда» (англ. Hilda) — британська серія дитячих графічних новел, написана та проілюстрована Люком Пірсоном та опублікована Nobrow Press.

## Опис
Графічні новели створені у фантастичному світі, що нагадує Скандинавію кінця XX століття, і черпає натхнення переважно зі скандинавського фольклору, народних казок та мумі-тролів. Титульний персонаж — маленька дівчинка, яка в перших двох книгах живе з матір'ю в котеджі на рівнині, оточеній горами та лісами, але згодом переїжджає до міста Тролещина. Світ Гільди населений звичайними людьми та фантастичними істотами, такими як тролі, велетні, ельфи та духи. У четвертій книзі Гільда приєднується до скаутів Горобців Тролещини.

## Головні персонажі
- Гільда — головна героїня, наполеглива, розумна, добра і допитлива дівчинка, яка досліджує навколишній світ із відкритим розумом. Незважаючи на те, що вона не уникає інших дітей та спілкується зі своїми однокласниками та товаришами скаутами, вона здебільшого дружить з фантастичними істотами.
- Живчик — вірний домашній улюбленець Гільди, який є наполовину лисом та оленем (лисолень).

## Графічні новели
| № в оригіналі | Назва                                                         | Оригінальна публікація | Оригінальна публікація | Публікація в Україні | Публікація в Україні | Примітки |
| № в оригіналі | Назва                                                         | Видавець               | Дата                   | Видавець             | Дата                 | Примітки |
| ------------- | ------------------------------------------------------------- | ---------------------- | ---------------------- | -------------------- | -------------------- | --- |
| 1             | «Гільдафольк» «Hildafolk»                                     | Nobrow Press           | 2010                   | Artbooks             | 2018                 | «Hilda and the Troll» (2013) є перевиданням «Hildafolk» (2010) під іншою назвою. В Україні книга отримала назву «Гільда і троль» (2018) |
| 1             | «Гільда і троль» «Hilda and the Troll»                        | Flying Eye Books       | 2013                   | Artbooks             | 2018                 | «Hilda and the Troll» (2013) є перевиданням «Hildafolk» (2010) під іншою назвою. В Україні книга отримала назву «Гільда і троль» (2018) |
| 2             | «Гільда й Опівнічний Велетень» «Hilda and the Midnight Giant» | Nobrow Press           | 2011                   | Artbooks             | 2018                 | |
| 3             | «Гільда і парад птахів» «Hilda and the Bird Parade»           | Nobrow Press           | 2012                   | Artbooks             | 2019                 | |
| 4             | «Гільда і Чорний гончак» «Hilda and the Black Hound»          | Flying Eye Books       | 2014                   | Н/Д                  | Н/Д                  | |
| 5             | «Гільда і кам'яний ліс» «Hilda and the Stone Forest»          | Flying Eye Books       | 2016                   | Н/Д                  | Н/Д                  | |
| 6             | «Гільда і Гірський король» «Hilda and the Mountain King»      | Flying Eye Books       | 2019                   | Н/Д                  | Н/Д                  | |

Графічні новели були випущені та перекладені в інших країнах, серед яких: Франція, Німеччина, Італія, Іспанія, Польща, Швеція, Норвегія та Чехія.

## Нагороди та номінації
| Рік  | Нагорода                                  | Категорія                                         | Номінація                      | Результат |
| ---- | ----------------------------------------- | ------------------------------------------------- | ------------------------------ | --------- |
| 2012 | Британська премія коміксів                | Премія молодих людей з коміксів                   | «Гільда й Опівнічний Велетень» | Перемога  |
| 2013 | Міжнародний фестиваль коміксів в Ангулемі | Відбір молоді                                     | «Гільда і парад птахів»        | Номінація |
| 2014 | Премія Макса та Моріца                    | Найкращий комікс для дітей                        | «Гільда й Опівнічний Велетень» | Перемога  |
| 2014 | Премія Гран Гуїніджі                      | Найкраща серія книг                               | «Гільда й Опівнічний Велетень» | Перемога  |
| 2014 | Премія Ейснера                            | Найкраща публікація для дітей (у віці 8-12 років) | «Гільда і парад птахів»        | Номінація |
| 2014 | Премія Ейснера                            | Найкращий письменник / художник                   | «Гільда і парад птахів»        | Номінація |
| 2015 | Премія Дуейна Макдуфі за дитячі комікси   | Премія Дуейна Макдуфі за дитячі комікси           | «Гільда і Чорний гончак»       | Перемога  |
| 2017 | Премія Ейснера                            | Найкраща публікація для дітей (у віці 9-12 років) | «Гільда і кам'яний ліс»        | Номінація |
| 2017 | Премія Дуейна Макдуфі за дитячі комікси   | Премія Дуейна Макдуфі за дитячі комікси           | «Гільда і кам'яний ліс»        | Номінація |

## Мультсеріал
21 вересня 2018 року Silvergate Media, компанія з телевізійного виробництва та ліцензування, випустила анімаційний серіал, заснований на графічних новелах на Netflix.